# Pioneers of Pagonia
Pioneers of Pagonia ist ein Aufbauspiel mit Komponenten einer Wirtschaftssimulation und einem Strategiespiel, das von Envision Entertainment unter der Leitung von Volker Wertich entwickelt wird und am 13. Dezember 2023 im Early Access erschien.

## Entwicklung
Nachdem Volker Wertich die Entwicklung des 2023 erschienenen Titels Die Siedler: Neue Allianzen aus der von ihm erschaffenen Computerspielreihe Die Siedler vorzeitig verlassen hatte, kündigte er im Frühjahr 2023 das von ihm und seinem Studio Envision Entertainment entwickelte Aufbauspiel Pioneers of Pagonia an. Envision Entertainment wurde dafür zweimal vom BMWK gefördert. Zunächst der Prototyp für knapp 200.000 €, der noch unter dem Titel Prometheus bezeichnet wurde und die Produktion von Pioneers of Pagonia selbst für über 1 Mio. €, die im Dezember 2023 auslief. Eine Vorabversion wurde für das 4. Quartal 2023 angekündigt und eine vollständige Veröffentlichung für 2024.

## Rezeption

### Vor der Veröffentlichung / Early Access
Gemäß dem Spielejournalisten Martin Deppe sei Pioneers of Pagonia das Spiel, das sich Die-Siedler-Fans wünschen würden. Die frühe Version sei vielversprechend. Im Bereich der Benutzeroberfläche und der Einführung ins Spiel bestehe Verbesserungsbedarf. Missionsbeschreibungen seien noch teils missverständlich und das Kampfsystem eher enttäuschend, so Andreas Müller. Für Elena Schulz ist Pioneers of Pagonia „ein waschechtes Oldschool-Siedler in modernem Gewand, das optisch befriedigendes Aufbau-Gameplay mit einer komplexen Wirtschaftssimulation verknüpft“. Die Zufallskarten sorgten für Abwechslung. Eine klassische Kampagne oder PvP fehle jedoch.
Innerhalb der ersten Woche der Veröffentlichung im Rahmen des Early Access verkaufte sich Pioneers of Pagonia über 100.000 Mal und rangierte damit in den Top 10 der Steam-Verkaufscharts.